# 黑塔 (捷克布杰约维采)

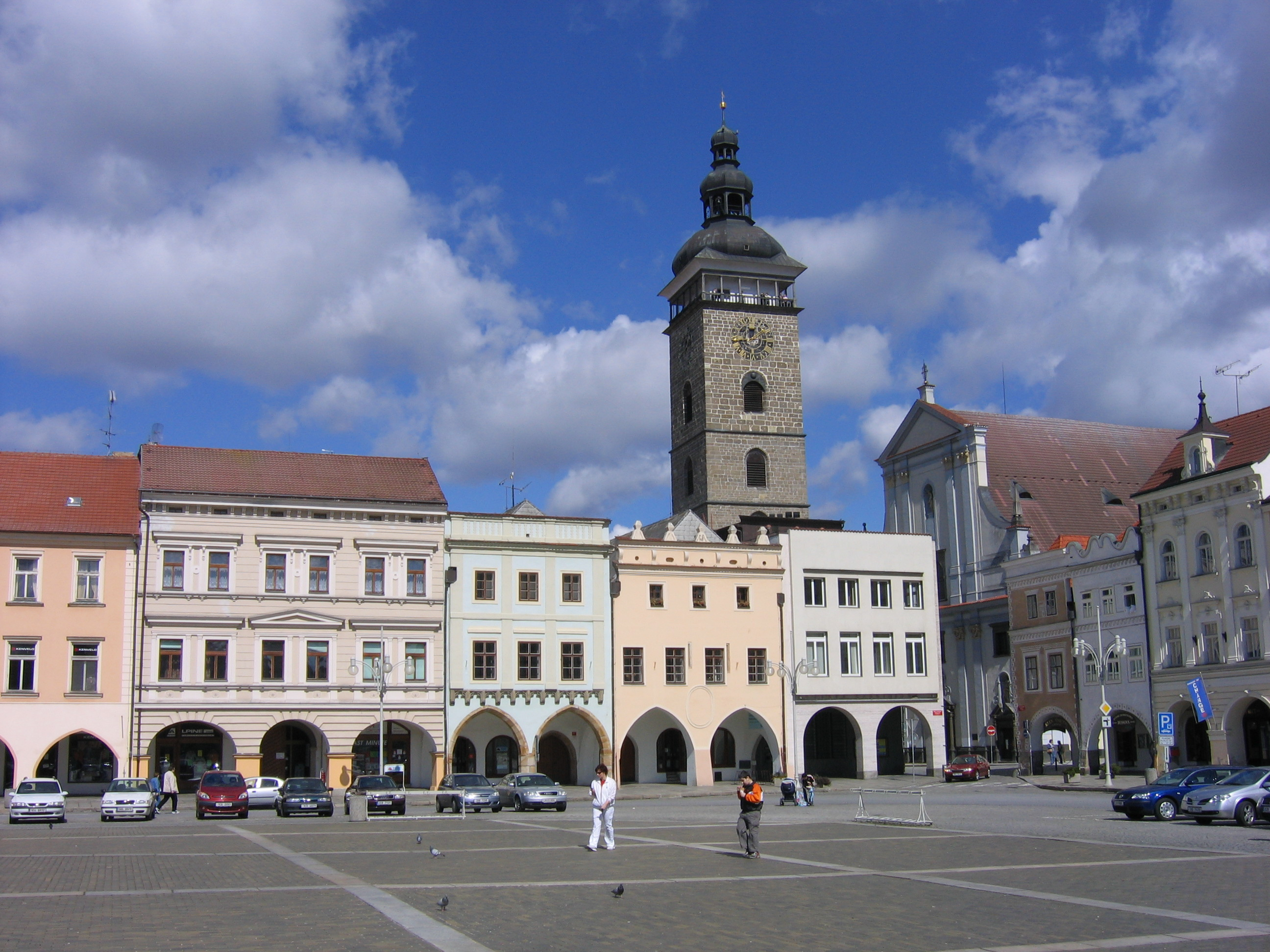
黑塔

黑塔（Černá věž）是捷克共和国南部城市捷克布杰约维采的一座著名塔楼，兴建于16世纪，座落在普热米斯尔·奥托卡二世广场（Náměstí Přemysla Otakara II.）的东北角附近，毗邻圣尼古拉主教座堂，是一处热门的景点。 